# Universidade Mount Saint Vincent
A Universidade Mount Saint Vincent, muitas vezes referida como The Mount, é uma universidade pública principalmente de graduação localizada em Halifax, Nova Escócia, Canadá, e foi criada em 1873. A Mount Saint Vincent oferece cursos de graduação em artes, ciências, educação e estudos profissionais. The Mount tem 13 graduações em áreas como nutrição humana aplicada, psicologia escolar, estudo infantil e juvenil, educação, estudos da família e gerontologia, relações públicas e estudos da mulher. Mount Saint Vincent oferece um programa de doutorado, um Ph.D. em estudos educacionais, através de uma iniciativa conjunta com a Universidade de Saint Francis Xavier e a Universidade Acadia. The Mount oferece mais de 190 cursos, mais de 10 programas completos de graduação e quatro cursos de pós-graduação, e ensino a distância.